# Erla
Erla est une commune d’Espagne, dans la province de Saragosse, communauté autonome d'Aragon, de la comarque de Cinco Villas.

## Personnalités liées à la commune
- Le ténor Antonio Aramburo est né à Erla en 1840.

## Jumelage
Erla est jumelé à Sillé-Le-Guillaume

## Galerie d'images

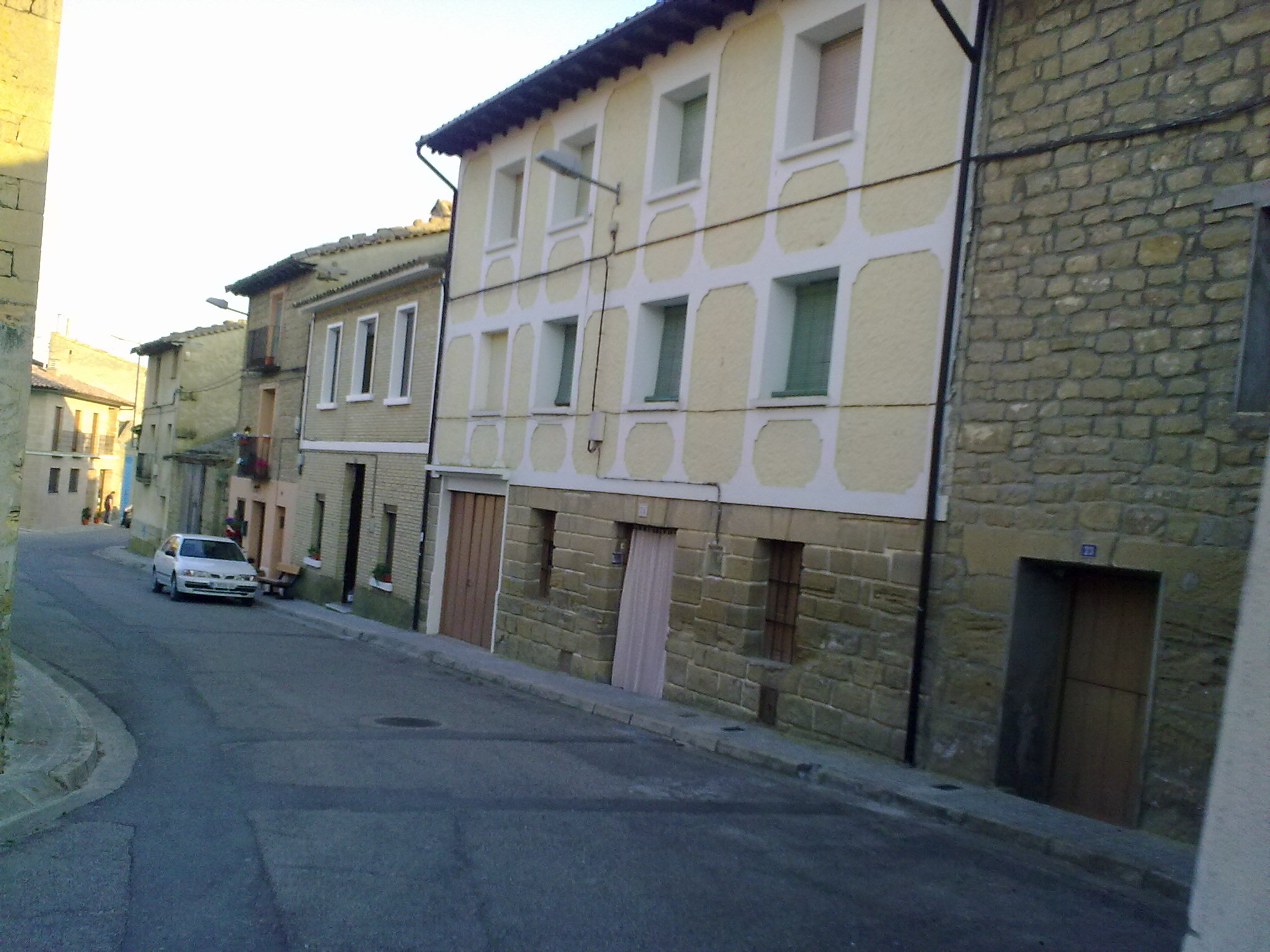
Erla 2 Ruelles.
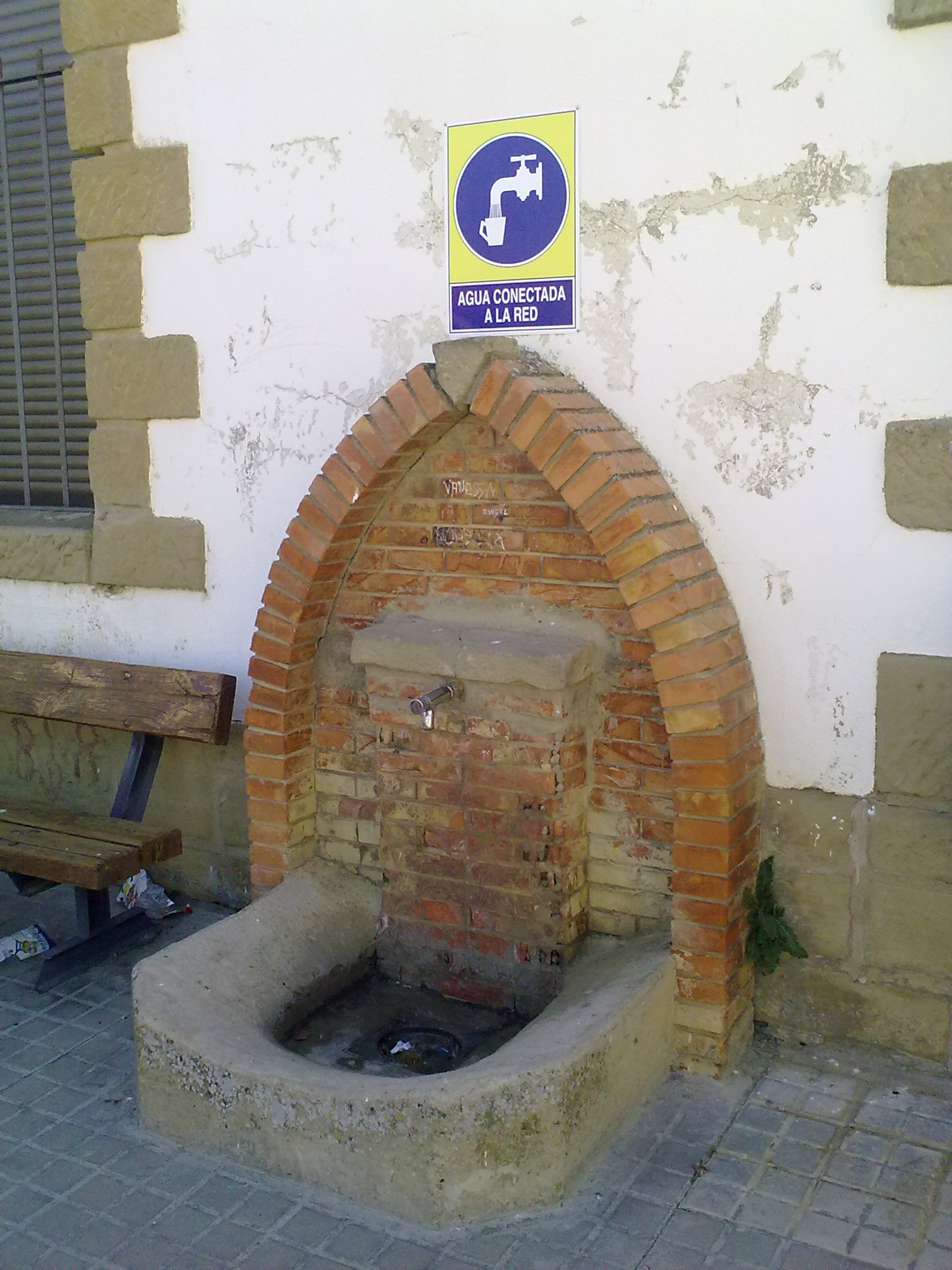
Erla 3 une fontaine d'eau potable proche de l'école.
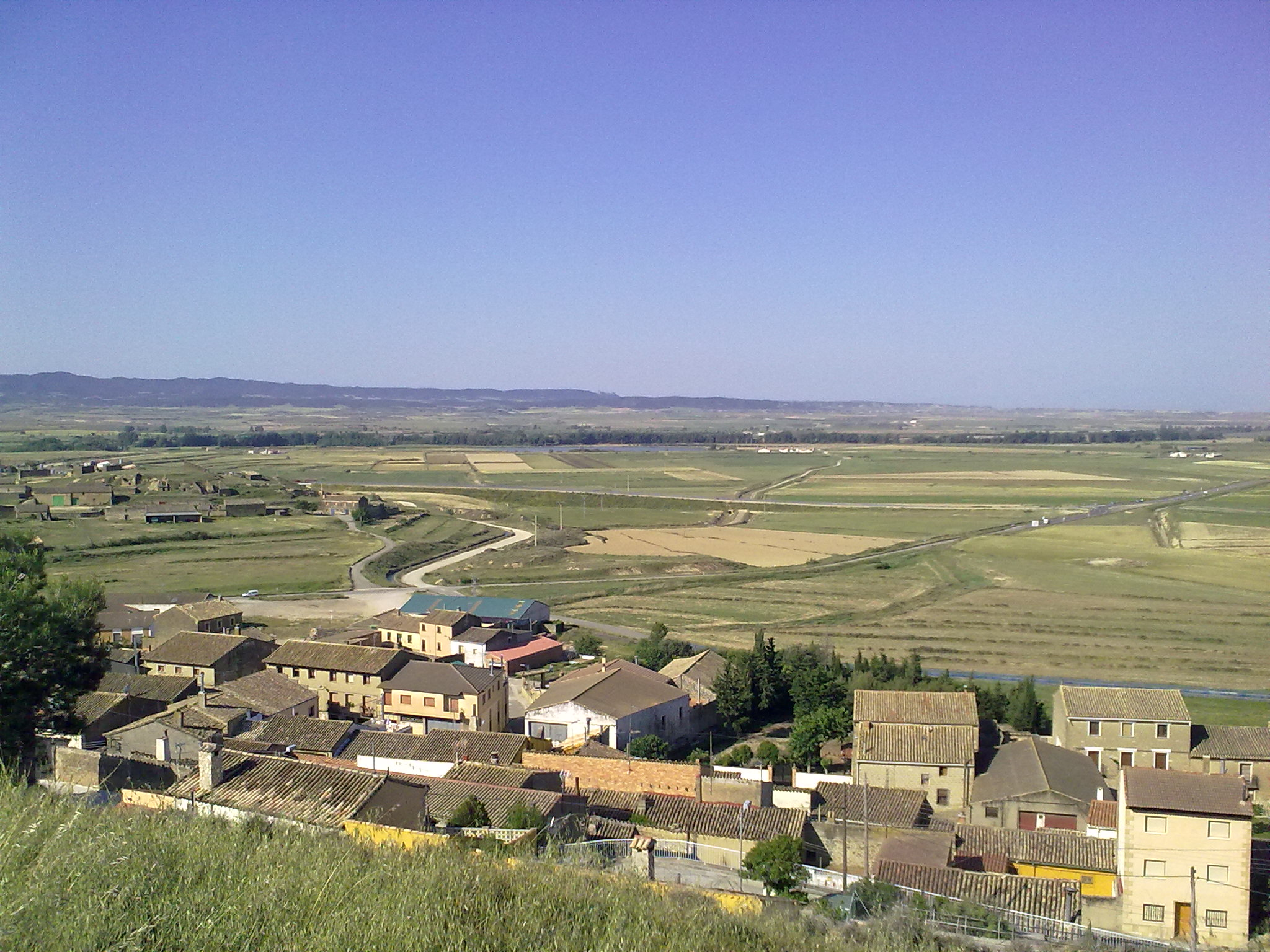
Erla 16 depuis une chapelle en haut du village.